# Radość (Basses-Carpates)
Pour les articles homonymes, voir Radość.
Radość est une localité polonaise de la gmina de Dębowiec, située dans le powiat de Jasło en voïvodie des Basses-Carpates.